# Авелічев Володимир Васильович

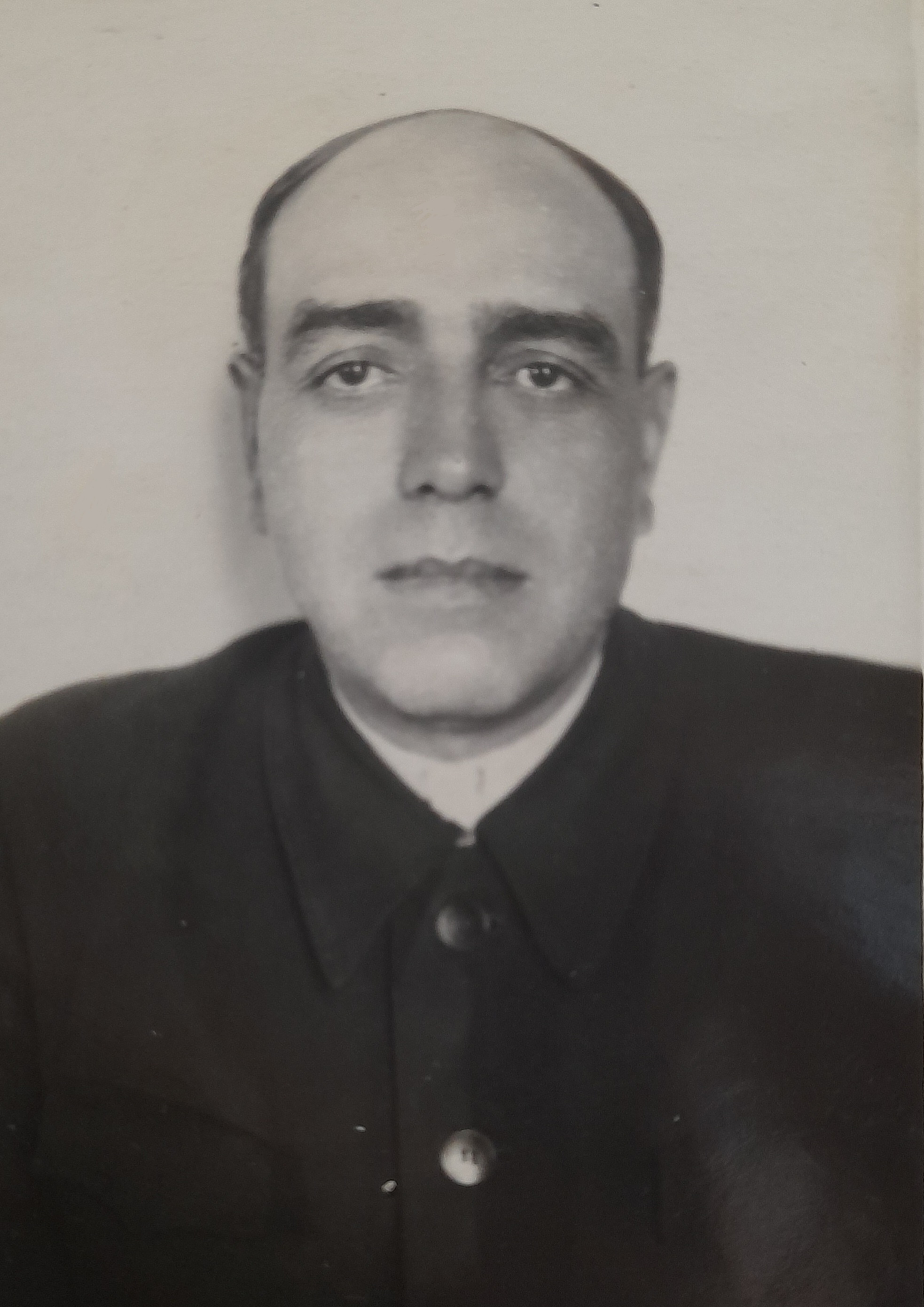

Авелічев Володимир Васильович (27.03.1912 - 05.02.1981) — громадський і радянський діяч.

## Біографія
Народився 27 березня 1912, Воробйово-Іванівка Великомихайлівського району Одеської області.
Трудову діяльність почав у сількогосподарській комуні (1926), очолював першу тракторну бригаду (1929), був заступником начальника політвідділу радгоспу «Розкішне» і секретарем Цебриківского райкому КПУ Одеської області (1940).
Заочно закінчив Одеську Вищу Партійну Школу.
Учасник німецько-радянської війни: політрук роти зв'язку, комісар окремого стрілецького батальйону. 1942 під Новоросійськом дістав важке поранення. Одужавши, виїхав до сім'ї в Чкаловську область, де працював начальником політвідділу, заступником директора радгоспу «ІІ П'ятирічка» (1943–1945).
Повернувшись з евакуації, став другим секретарем Цебриківського райкому КПУ (1945–1948), потім першим секретарем Овідіопольского райкому КПУ (1948–1961).
За ці роки відродилося господарство району, його промисловість, соціальна сфера. В Овідіополі стали до ладу приміщення середньої школи, БК, літнього кінотеатру, приміщення райкому КПУ і райвиконкому (тепер там ДМШ), районної виставки, частина дороги до Одеси. Інтенсивно розбудову-валося житло. Район нагороджено Великою золотою медаллю ВДНГ СРСР, занесено на обласну Дошку Пошани.
Згодом В. В. Авелічева обрали першим секретарем Балтського РК КПУ (1961–1963), потім призначили директором Надлиманського радгоспу заводу «Маяк» (1963–1973).
Делегат XVII—XXI з'їздів КПУ (1958–1986), XXII з'їзду КПРС (1961).
Помер 5 лютого 1981 року.

## Нагороди
- орденом Леніна,
- Червоного Прапора,
- Орденом червоної зірки,
- двома орденами «Знак Пошани»,
- медалями та почесними грамотами
- Почесний громадянин Овідіополя

## Пам'ять
На будинку, в якому він мешкав в Овідіополі, встановлено
меморіальну дошку (вул. Портова, 18).

## Посилення
- С. С. Аргатюк, В. В. [Архівовано 6 лютого 2022 у Wayback Machine.] Левчук, І. Т. Русєв, І. В. Сапожников. ОВІДІОПОЛЬСЬКИЙ РАЙОН. Енциклопедичний довідник. — Одеса: ВМВ, 2011. — 716 с